# Glenn Verbauwhede
Glenn Verbauwhede (Kortrijk, 19 mei 1985) is een Belgisch voormalig voetballer en was de  keeperstrainer van KV Kortrijk.

## Carrière

### Jeugd
Verbauwhede begon met voetballen bij KSV Waregem. Enkele jaren later stapte hij over naar Club Brugge. De West-Vlaamse doelman werkte zich geleidelijk aan op naar het eerste elftal.
Verbauwhede speelde meermaals voor de Belgische jeugdploegen en nam met de -19 deel aan de eindronde van het EK in 2004. In oktober 2005 werd hij opgeroepen om Jan Moons te vervangen bij de Rode Duivels.

### Club Brugge
Verbauwhede werd in 2004 opgenomen in de A-kern van Club Brugge. Daar had hij concurrentie van Stijn Stijnen. Op 24 augustus 2006 speelde hij zijn eerste officiële wedstrijd voor blauw-zwart, in een wedstrijd in de UEFA Cup tegen FK Sūduva (5–2 winst voor Club Brugge). Op 11 februari 2007 maakte Verbauwhede zijn debuut in de Eerste klasse, tegen RSC Anderlecht. Tijdens het seizoen 2008/09 werd Verbauwhede voor de eerste maal uitgeleend aan KV Kortrijk.

### KV Kortrijk
Op 13 november 2008 werd Verbauwhede bij KV Kortrijk op non-actief gezet. Hij zou voor aanvang van de bekermatch tussen KV Mechelen en KV Kortrijk de zwakke punten van doelman Peter Mollez hebben uitgelegd aan Bjorn Vleminckx, de spits van KV Mechelen. Trainer Hein Vanhaezebrouck zette de West-Vlaming uit de kern.
Verbauwhede keerde terug naar de beloften van Club Brugge nadat een transfer naar KV Mechelen in laatste instantie werd afgeblazen. In 2009 werd Verbauwhede opnieuw uitgeleend aan Kortrijk. De doelman kreeg een herkansing. Trainer Vanhaezebrouck was vervangen door Georges Leekens, die van Verbauwhede zijn eerste keus maakte. Omdat Stijnen nog steeds de nummer één bij Club Brugge was, was een terugkeer van Verbauwhede niet noodzakelijk. Club leende hem vervolgens voor het derde jaar op rij uit aan KV Kortrijk.
Bij Kortrijk was Leekens ondertussen opgestapt om weer bondscoach te worden. Hierdoor keerde Vanhaezebrouck terug. Hij hield Verbauwhede aan als eerste keus. Op 31 augustus 2011 werd Verbauwhedes contract bij Club Brugge in onderling overleg ontbonden.

### VC Westerlo
Op 11 januari 2012 raakte bekend dat Verbauwhede een contract voor een half jaar had getekend bij Westerlo, waar hij de geblesseerde Bart Deelkens moest vervangen. Nadat Westerlo degradeerde verliet Verbauwhede de club.

### Mamelodi Sundowns FC
In april 2013 tekende Verbauwhede een contract voor twee jaar bij de Zuid-Afrikaanse ploeg Mamelodi Sundowns. Omwille van een enkelblessure speelde de doelman in zijn eerste seizoen geen wedstrijd voor Mamelodi Sundowns. In augustus 2014 werd Verbauwhede uitgeleend aan de Zuid-Afrikaanse club Free State Stars dat op dat ogenblik getraind werd door de Belg Tom Saintfiet.

## Statistieken
| seizoen | club                 | land                 | competitie            | wed. | goals |
| ------- | -------------------- | -------------------- | --------------------- | ---- | ----- |
| 2006/07 | Club Brugge          | Vlag van België      | Eerste klasse         | 7    | 0     |
| 2007/08 | Club Brugge          | Vlag van België      | Eerste klasse         | 3    | 0     |
| 2008/09 | → KV Kortrijk (huur) | Vlag van België      | Eerste klasse         | 0    | 0     |
| 2009/10 | → KV Kortrijk (huur) | Vlag van België      | Eerste klasse         | 38   | 0     |
| 2010/11 | → KV Kortrijk (huur) | Vlag van België      | Eerste klasse         | 27   | 0     |
| 2011/12 | KVC Westerlo         | Vlag van België      | Eerste klasse         | 21   | 0     |
| 2012/13 | Mamelodi Sundowns FC | Vlag van Zuid-Afrika | Premier Soccer League | 0    | 0     |
| 2013/14 | Mamelodi Sundowns FC | Vlag van Zuid-Afrika | Premier Soccer League | 0    | 0     |
| 2014/15 | → Free State Stars   | Vlag van Zuid-Afrika | Premier Soccer League | 7    | 0     |
| 2015/16 | Mamelodi Sundowns FC | Vlag van Zuid-Afrika | Premier Soccer League | 0    | 0     |
| 2015/16 | Maritzburg United    | Vlag van Zuid-Afrika | Premier Soccer League | 10   | 0     |
|         |                      |                      | Totaal                | 113  | 0     |